# モトギス
モトギス (Sillago sihama) はキス科に属する海水魚である。キス科の中では最も広範囲に分布する普遍的な種で、キス科・キス属の中で最初に記載されたタイプ種である。インド太平洋に分布し、西は南アフリカから東は日本・インドネシアまで見られる。また、スエズ運河を通じて地中海にも侵入している。湾内・河口などの浅海に生息し、淡水で見られることもある。肉食性で、様々な多毛類・甲殻類を食べる。漁業上の重要種で、底引き網や投げ網で漁獲されて販売される。

## 分類
キス属に属するおよそ30種中の1種である。1775年、Peter Forsskålは本種をトウゴロウイワシ類とみなし、Atherina sihama の名で記載した。その後本種はコチ属に移され、1816年に新しくSillago 属が設立されるまではそのままであった。最初に学名の付けられたキス類であり、キス科 Sillaginidaeのタイプ種でもあるが、この科の設立は1846年のことである。本種がSillago sihama と命名された後も、3回の命名が独立に行われている。2回はジョルジュ・キュヴィエによるS. acutaと S. erythraeaで、もう一つはBlochとSchneiderによる Sciaena malabarica である。後者はジュニアシノニムで、ICZNでは認められない。分布が広いため多くの名がある。英名としてはnorthern whiting・silver whiting・sand smelt・silver sillagoなどがある。

## 形態
キス属の種は互いに似ているため、本種はよく他種と混同されてきた。最大で31 cmになる。1850年のベンガルで3フィートの個体の報告があるが、これは同所に生息するサバヒーやソトイワシと混同したものとみられ、公式には認められていない。
体は僅かに側扁して細長く、口は先細りとなっている。第一背鰭は11棘条、第二背鰭は1棘20-23軟条。臀鰭は2棘21-23軟条。側線鱗数は66-72、頬鱗は3–4列。鱗は櫛鱗である。脊椎骨数は合計34。鰾による同定が最も確実で、前方から2対、後方から1対の突起が伸びている。前方の突起は前に伸び、基後頭骨の側面、耳殻の上方で終わっている。もう1対の突起は側方から伸びて二分し、片方は腹壁に沿って前に伸びる盲管となり、もう片方は入り組んだ盲管となって後方へ伸びる。後方の突起は先細りに尾の方へ向かい、通常は片方がより長い。
体色は様々で、淡褐色・銀色がかった黄褐色・赤褐色など。腹面は淡い色で、褐色から白。大抵、体側には銀色の縦縞がある。背鰭の縁はくすんだ色で、第二背鰭には褐色の斑点があることもある。尾鰭の端は暗く、他のキスと違って胸鰭の根本が黒くなることはない。他の鰭は半透明だが、臀鰭の縁は白くなることがある。

## 分布
キス科で最も広範囲に分布する種で、インド太平洋で見られる。東は南アフリカからアフリカ西岸、紅海、ペルシャ湾、アジアでは日本・台湾まで見られるが、シロギスと混同されている可能性もある。インドネシア・フィリピンでは全域、南はオーストラリア北部にまで生息する。本種はレセップス移動の一部として紅海からスエズ運河を抜けて東地中海に侵入している。最初に記録されたのは1977年で、外来種とみなされている。
主に浅海性で、20 m以深で見られることは少ない。主に開放性の砂浜・砂州、またはマングローブ帯や干潟に生息する。特別に低塩分濃度に適応した構造があるわけではないが、河口や淡水域でもよく見られる。他のキス類とは違い、一年中沖合に移動することはない。

## 生態
他のキス類のように、危険を避けるために砂に潜ることができる。この行動で底引き網を避けることもあり、いくつかの国では'sandborer'と呼ばれている。

### 食性
主に多毛類、小型のクルマエビ、カイアシを餌とするが、スナガニ・小エビ・端脚類などの他の甲殻類も食べる。小魚や糸状の藻類を食べることもある。オーストラリアの個体は多毛類・小型甲殻類を食べている。共存するキス類や他の魚種と食性はほぼ同じだが、わずかに構成が異なる場合もある。稚魚と成魚でも食物に差があり、稚魚は主にカイアシのような動物プランクトン、成魚は主に大型の甲殻類・多毛類が餌となる。

### 繁殖
最小で、雄で106 mm・雌で117 mmで性成熟するが、一般的には1歳、130 mm程度である。成長は早く、1年で13-14 cm、2年で16-20 cm、3年で20-24 cm、4年で24-28 cmになる。
繁殖は一年中行われるが、ピークの時期は生息地によって変化する。タイでは8-11月、フィリピンでは11-4月、インドでは11-3月。スリランカでは7-2月に繁殖が行われ、ピークは11月である。卵は浮性卵で、球形・無色。直径0.5-0.6mmで大きな油滴はない。産卵数は16,682-166,130。発生過程はBensamとKato et al.によって詳しく記録されている。幼生の特徴としては、尾鰭付け根の黒色素胞が縦に並ぶことが挙げられる。

## 利用
かなりの漁獲量があると考えられるが、一般的に国家の漁業統計には反映されていない。パキスタンでは主に6-7月に漁獲され、年間102 t (1980年) から 859 t (1982年) でこの間の平均は404 tであった。中国沿岸では乱獲と環境汚染によって危機に瀕している。